# Pantan Lues (Timang Gajah)
Pantan Lues is een bestuurslaag in het regentschap Bener Meriah van de provincie Atjeh, Indonesië. Pantan Lues telt 463 inwoners (volkstelling 2010).